# Râul Valea Calului, Râul Târgului
Râul Valea Calului este un râu afluent al Râului Tàrgului.